# Jean-Pierre Guignon
Jean-Pierre Guignon, właśc. Giovanni Pietro Ghignone (ur. 10 lutego 1702 w Turynie, zm. 30 stycznia 1774 w Wersalu) – francuski kompozytor i skrzypek pochodzenia włoskiego.

## Życiorys
Uczył się w Turynie u Giovanniego Battisty Somisa. Od 1725 roku występował jako skrzypek w Concert Spirituel w Paryżu. Grał także w innych miastach, propagując muzykę włoską, m.in. nieznane wcześniej we Francji utwory Vivaldiego. Od 1730 roku był członkiem kapeli Wiktora Amadeusza, księcia Carignan. Od 1733 do 1762 roku należał także do kapeli królewskiej. W roku 1741 został naturalizowany jako Francuz. Otrzymał także tytuł Roy et maître de ménétriers, jednak na skutek opozycji zrezygnował z niego w 1750 roku.
Napisał m.in. 2 koncerty skrzypcowe, 6 zbiorów sonat, liczne duety skrzypcowe. Większość sonat Guignona ma budowę trzyczęściową o następstwie części szybka-wolna-szybka, koncerty natomiast zbliżone są do formy concerto grosso.